# Jan Michael Esterházy z Galanty
Hrabě Jan Michael Esterházy z Galanty (maďarsky galánthai gróf Esterházy János Mihály; 6. prosince 1864 Prešpurk (Bratislava) – 2. září 1905 Veľké Zálužie) byl uherský šlechtic a velkostatkář z rodu Esterházyů, genealog a spisovatel. Byl otcem československého politika Jana Esterházyho (1901–1957) umučeného komunisty.

## Život
Narodil se jako syn politika hraběte Štěpána Esterházyho (1822–1899) ze starší csesznekovské větve rodu Esterházyů, a jeho manželky Gizely Jeszenákové (1842–1915).
Byl dědičným členem Sněmovny magnátů a v roce 1889 mu byl udělen titul císařského a královského komorníka.
Po smrti historika Jana Nepomuka Eszterházyho (1824–1898) mu jeho vdova svěřila rukopis rodinné historie. Materiál byl doplněn o nové údaje a upraven k publikaci ve spolupráci s ředitelem knížecího archivu Lajosem Merényim. Dvousvazkové dílo, v němž sleduje původ své rodiny až k Noemovi, vydala tehdejší hlava rodu kníže Mikuláš Esterházy.
Hrabě Jan Michael Esterházy z Galanty zemřel 2. září 1905 ve Velkém Záluží.

### Manželství a potomstvo
Dne 8. ledna 1898 se v Krakově oženil s hraběnkou Elżbietou Tarnowskou, pozdější slavnou překladatelkou. Z jejich manželství se narodily děti:
- 1. Lujza (1899 Veľké Zálužie – 1966 Paříž), maďarská spisovatelka
- 2. János (1901–1957 věznice Mírov), československý politik, vězeň komunistického režimu
- 3. Žofie Marie (1904 Veľké Zálužie – 1975 Mielec), provdaná Mycielská